# Cis gumiercostai
Cis gumiercostai is een keversoort uit de familie houtzwamkevers (Ciidae). De wetenschappelijke naam van de soort werd in 2004 gepubliceerd door Almeida & Lopes-Andrade.